# Noël Mala
Noël Mala (* 17. April 1901 in Baudouinville, Belgisch Kongo; † 31. Juli 1964) war ein kongolesischer Geistlicher und römisch-katholischer Bischof von Kasongo.

## Leben
Noël Mala empfing am 14. August 1932 das Sakrament der Priesterweihe. Mala war zunächst in der Pfarrseelsorge tätig, bevor er Generalvikar des Bistums Kasongo wurde.
Am 5. April 1963 ernannte ihn Papst Johannes XXIII. zum Bischof von Kasongo. Der Apostolische Delegat in Belgisch Kongo, Erzbischof Vito Roberti, spendete ihm am 1. September desselben Jahres die Bischofsweihe; Mitkonsekratoren waren der Bischof von Nyundo, Aloys Bigirumwami, und der Bischof von Goma, Joseph Mikararanga Busimba.